# Bitków
Bitków (ukr. Битків) – osiedle typu miejskiego w rejonie nadwórniańskim w południowo-zachodniej części Ukrainy, położone 12 km na zachód od Nadwórnej pomiędzy rzekami Bystrzycą Sołotwinską a Bystrzycą Nadwórnianską u przedproża pasma Gorganów (obwód iwanofrankowski). 4359 mieszkańców (2020), dla porównania spis powszechny w 2001 zanotował ich 4273.
Wieś królewska prawa wołoskiego, położona była w ziemi halickiej województwa ruskiego.
W okresie międzywojennym miasto znajdowało się w powiecie nadwórniańskim, w województwie stanisławowskim. Od września 1939–1941 znalazło się pod okupacją sowiecką, a później od 1941–1944 pod okupacją niemiecką. 
Mieszkający tutaj Polak Antoni Werstler od wiosny 1943 roku do nadejścia Armii Czerwonej w 1944 roku ukrywał u siebie Żydów, Samuela Frizela, jego żonę Idę oraz Fanię Kanter, za co w 1969 roku Instytut Jad Waszem uhonorował go tytułem Sprawiedliwego wśród Narodów Świata.
W latach 1945–1991 Bitków znajdował się w Ukraińskiej SRR.

## Urodzeni w Bitkowie
- Zbigniew Wawszczak, znany rzeszowski dziennikarz, autor książki "KRESY KRAJOBRAZ SERDECZNY, Wspomnienia wypędzonych", Tom I i II, 2013[6]
- Marian Chudy, podróżnik,
- Bronisław Piwowar,  długoletni pracownik ELWRO we Wrocławiu i Instytutu Maszyn Matematycznych w Warszawie oraz amerykańskiego Wydawnictwa IDG Poland w Warszawie, współtwórca polskich komputerów: ODRA, RIAD, MAZOVIA.
- Jan Ząbik (1914-2001), w czasie II WŚ służył w dywizjonach 305 i 304 DB awansując do stopnia kpt. jako obserwator lotniczy. Kilkakrotnie ranny i kontuzjowany. Otrzymał wiele odznaczeń: krzyż Virtuti Militari V kl., dwukrotnie Krzyż Walecznych, trzykrotnie Medal Lotniczy, Odznaka Za Rany i Kontuzje. Jego sylwetka jest opisana w opracowaniu "Polskie Siły Powietrzne w Wielkiej Brytanii 1940-1947" znaną pod nazwą "listakrzystka"[7]. W 1947 roku wyemigrował do Kanady, gdzie zmarł 11 stycznia 2001 w Ottawie w Ontario.
- Władysław Ząbik (1915-1974), prof. dr hab. inż., brat Jana. Studia rozpoczął na Politechnice Lwowskiej w 1935 roku. Podczas wojny pracował w Głównych Warsztatach Kolejowych we Lwowie w latach 1944-45. Dyplom uzyskał w 1946 roku na Wydz. Mechanicznym Politechniki Śląskiej w Gliwicach. Od 1945 roku pracował w Katedrze Metaloznawstwa; w maju 1957 nominowany na z-cę prof.; w latach 1961-64 przejściowo st. wykładowca; w roku 1963 uzyskał tytuł docenta (habilitacja), a tytuł profesora nadzwyczajnego w roku 1972. Był członkiem rzeczywistym Polskiej Korporacji Akademickiej “Roxolania” we Lwowie.